# ثقافة بولندا

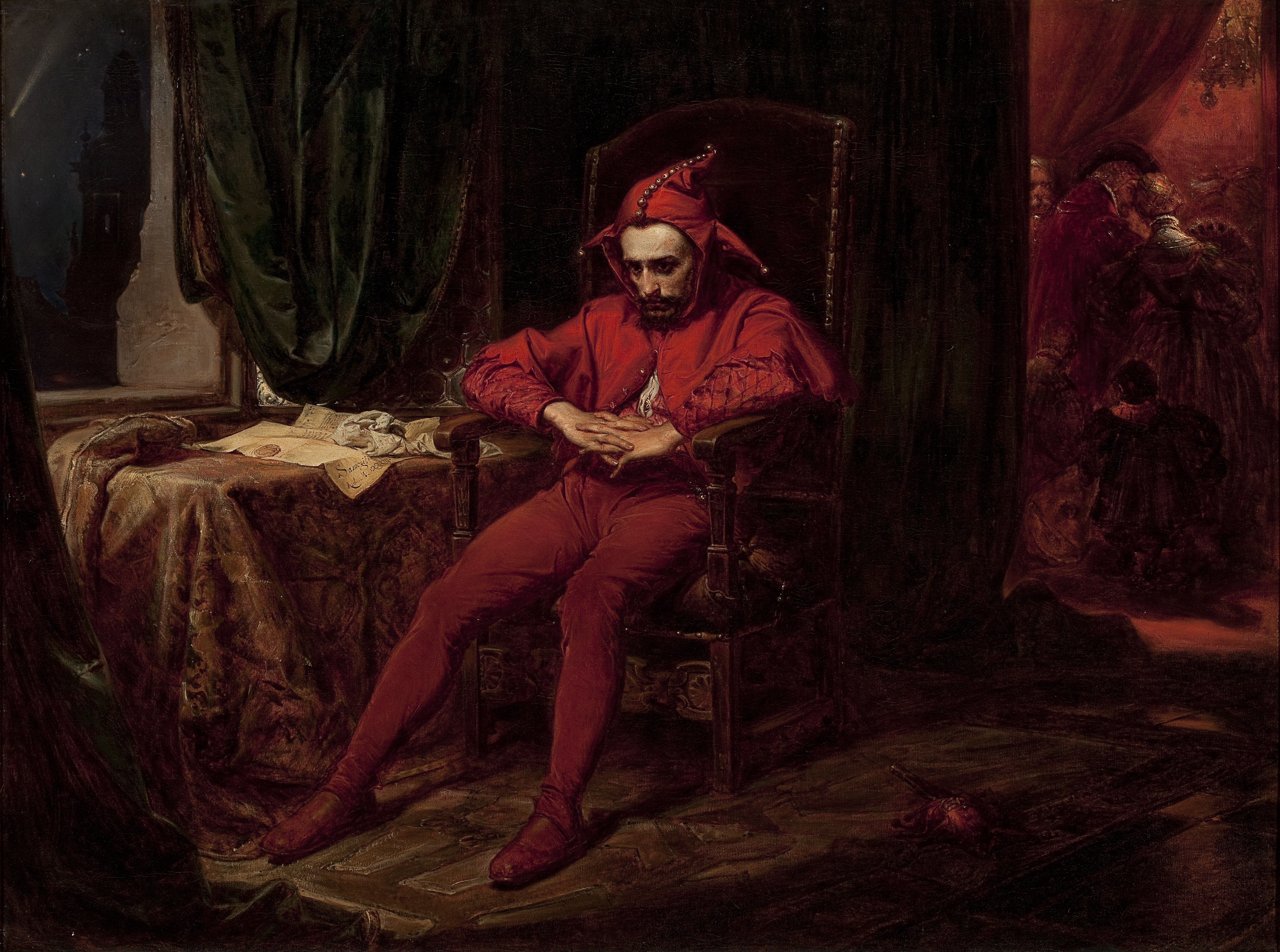

تعد ثقافة بولندا نتاجًا لجغرافيتها وتطورها التاريخي المتميز الذي يرتبط ارتباطا وثيقًا بتاريخها الغني الذي يمتد لألف عام. تشكل الثقافة البولندية جزءًا مهمًا من الحضارة الغربية والعالم الغربي، إذ قدمت إسهامات كبيرة في الفنون والموسيقى والفلسفة والرياضيات والعلوم والسياسة والأدب.
تطورت سماتها الفريدة نتيجة لطبيعتها الجغرافية كنقطة التقاء بين مختلف المناطق الأوروبية. تشير التوقعات النظرية والتكهنات إلى أن أفراد العرق البولندي وليشيّين غيرهم (الكاشوبيون والسيليسيين) هم مزيج من المتحدّرين من سلافيي الغرب ومن السكان الأصليين في المنطقة بما في ذلك الكلتيون والبالتس والقبائل الجرمانية التي جرى استقطابها تدريجيًا بعد التنصير البولندي من قبل الكنيسة الكاثوليكية في القرن العاشر. بمرور الوقت، تأثرت الثقافة البولندية تأثرًا عميقًا بعلاقاتها الوثيقة مع الثقافات الألمانية، والمجرية، واللاتينية وبدرجة أقل؛ الثقافة البيزنطية والعثمانية، فضلًا عن التعامل المستمر مع العديد من المجموعات العرقية والأقليات الأخرى التي تعيش في بولندا.
كان يُنظر إلى الشعب البولندي تقليديًا على أنه مضياف للفنانين من الخارج ويتوق إلى اتباع الاتجاهات الثقافية والفنية الشعبية في بلدان أخرى. في القرنين التاسع عشر والعشرين، سبق تركيز بولندا على التقدم الثقافي في الغالب النشاط السياسي والاقتصادي. أسهمت هذه العوامل في الطبيعة المتنوعة للفن البولندي، مع كل ما يتسم به هذا الفن من اختلافات متداخلة. اليوم أصبحت بولندا دولة متقدمة للغاية تحتفظ بتقاليدها.
يُعرف المصطلح الذي يعبر عن تقدير الفرد للثقافة والعادات البولندية بـ «بولونوفيليا».

## التاريخ
يرجع التاريخ الثقافي لبولندا إلى العصور الوسطى. يمكن تقسيم مجمل تاريخها بالكامل إلى الفترات التاريخية الفلسفية الفنية التالية: ثقافة بولندا في العصور الوسطى (التي امتدت من أواخر القرن العاشر إلى أواخر القرن الخامس عشر)، وعصر النهضة (من أواخر القرن الخامس عشر إلى أواخر القرن السادس عشر)، وعصر الباروك (من أواخر القرن السادس عشر إلى منتصف القرن الثامن عشر)، وعصر التنوير (النصف الثاني من القرن الثامن عشر)، والرومانسية (من نحو عام 1820 وحتى إخماد انتفاضة يناير ضد الإمبراطورية الروسية عام 1863)، وبولندا الشابة (بين عامي 1890 و1918)، وفترة ما بين الحربين العالميتين (بين عامي 1918 و1939)، والحرب العالمية الثانية (بين عامي 1939 و1945)، وجمهورية بولندا الشعبية (جمهورية بولندا الشعبية 1989)، وبولندا الحديثة في الوقت الحاضر.

## اللغة
البولندية هي لغة تعود للمجموعة الفرعية للغات الليختية التي تتبع اللغات السلافية الغربية (أيضًا تدعى ليختية)، تتألف من البولندية، والكاشوبيانية، والسيليزية، والسلوفاكية العتيقة، واللغة البوليفية المنقرضة. تصنف كل هذه اللغات، باستثناء اللغة البولندية، أحيانًا كمجموعة فرعية بوميرانية. اللغات السلافية الغربية هي عائلة فرعية من اللغات السلافية، متحدرة من اللغات الهندية الأوروبية. في بواكر العصور الوسطى، وقبل أن يصبح المتحدثون فيها من ألمانيا، كانت اللغات واللهجات البومرية يُنطق بها على طول البلطيق في المنطقة الممتدة من نهر فيستولا السفلي إلى نهر أودر السفلي. مُستخدمة في جميع أنحاء بولندا (إذ كانت اللغة الرسمية لذلك البلد) ومن قبل الأقليات البولندية في بلدان أخرى. أما المعيار الذي تُكتب فيه فهو الأبجدية البولندية التي تتوافق مع الأبجدية اللاتينية مع عدة إضافات. على الرغم من ضغوط الإدارات غير البولندية في بولندا، التي حاولت غالبًا قمع اللغة البولندية، فقد تطورت أدبيات غنية على مر القرون. اللغة البولندية حاليًا هي أكبر لغة، من حيث عدد المتحدثين بها ضمن المجموعة السلافية الغربية. هي ثاني أكثر لغة سلافية انتشارًا بعد الروسية وقبل الأوكرانية. يتم التحدث بالبولندية بشكل أساسي في بولندا. تعدّ بولندا واحدة من أكثر الدول الأوروبية تجانسًا من الناحية اللغوية؛ ذلك أن ما يقرب من 97% من مواطني بولندا يقولون أن البولندية هي لغتهم الأم.

## الفلسفة
استندت الفلسفة البولندية على التيارات الأوسع في الفلسفة الأوروبية، وساهمت بدورها في نمو هذه التيارات. من بين أهم المساهمات البولندية في القرن الثالث عشر، تلك قدمها الفيلسوف العلمي والباحث فيتيلو وبافل فودكوفيتش في أوائل خمسة عشر عامًا، ونيكولاس كوبرنيكوس من عصر النهضة في القرن السادس عشر.
في وقت لاحق، شارك الكومنولث البولندي الليتواني في عصر التنوير، الذي انتهى بالنسبة للكومنولث المتعدد الأعراق بعد فترة ليست ببعيدة من تقاسم بولندا والإبادة السياسية التي كانت لتستمر طيلة الأعوام المئة وثلاثة وعشرين المقبلة، حتى انهيار الإمبراطوريات المقسومة الثلاث في الحرب العالمية الأولى.
عكست فترة الميسينية (المسيحية أو اليسوعية)، التي امتدت بين انتفاضتي نوفمبر من العام 1830 ويناير من العام 1863، الميول الأوروبية الرومانسية والمثالية، فضلًا عن الحنين البولندي للعودة إلى الحياة السياسية. كانت فترة من التطرف في الأنظمة الماورائية.
كان انهيار انتفاضة يناير عام 1863 سببًا في إعادة تقييم مؤلمة للوضع في بولندا. إذ تخلى البولنديون عن ممارساتهم السابقة في «قياس أهدافهم من خلال تطلعاتهم» (آدم ميكيفيتش) وانشغلوا بالعمل الجاد والدراسة. كتب أحد الفلاسفة الوضعيين، الذي كان صديق الروائي «بوليسلاف بروس» ويدعى جوليان أوكوروفيتس: «كان شخصًا يستند على أدلة يمكن التحقق منها؛ كان من الذين لا يعبرون عن أنفسهم بشكل قاطع في الأمور المشكوك بها، ولا يتحدثون مطلقًا عن تلك التي لا يمكن الوصول إليها».
كان القرن العشرين سببًا في التعجيل بالفلسفة البولندية. كان هناك اهتمام متزايد بالتيارات الفلسفية الغربية. قدم الفلاسفة البولنديون المدربون بشكل صارم مساهمات كبيرة في المجالات المتخصصة، من علم النفس، وتاريخ الفلسفة، ونظرية المعرفة، وخصوصًا المنطق الرياضي. اكتسب يان لوكاسيفيتس شهرة عالمية بفضل مفهومه للمنطق متعدد القيم و«الرمز البولندي». حقق عمل ألفريد تارسكي في نظرية الحقيقة شهرة عالمية له.
بعد الحرب العالمية الثانية، ولأكثر من أربعة عقود من الزمان، استمر الفلاسفة ومؤرخو الفلسفة البولنديين من الطراز العالمي مثل فواديسلاف تاتاركيفيتش في عملهم، وغالبًا في مواجهة المحن الناجمة عن هيمنة فلسفة رسمية مفروضة سياسيًا. قام الظواهري رومان إنغاردن بعملٍ ذا صيت في مجال الجماليات والميتافيزيقية حسب نموذج هوسرل؛ اكتسب تلميذه كارول فويتيوا تأثيرًا فريدًا على الساحة العالمية عندما أصبح هو البابا يوحنا بولس الثاني.

## فن العمارة
تعكس المدن والبلدات البولندية الطيف الكامل للأنماط الأوروبية. تستخدم الحدود الشرقية لبولندا (إلى جانب المجر) لتحديد الحدود الخارجية لتأثيرات العمارة الغربية في القارة.
لم يكن التاريخ جيدًا للآثار المعمارية في بولندا. ومع ذلك، فقد نجت الهياكل القديمة: القلاع، والكنائس، والمباني الفخمة، وغالبًا ما تكون فريدة من نوعها في السياق الإقليمي أو الأوروبي. رُمم بعضها بعناية، مثل قلعة فافل، أو أعيد بناؤها بالكامل بعد تدميرها في الحرب العالمية الثانية، بما في ذلك المدينة القديمة والقلعة الملكية في وارسو، وكذلك المدن القديمة في غدانسك وفروتسواف.
الهندسة المعمارية في غدانسك هي في الغالب هانزية، وهي شائعة في المدن على طول بحر البلطيق وفي الجزء الشمالي من أوروبا الوسطى. يمثل النمط المعماري لفروتسواف العمارة الألمانية، إذ كانت جزءًا من الولايات الألمانية لعدة قرون. يعد مركز كازيميرز دولني على نهر فيستولا مثالًا جيدًا لمدينة العصور الوسطى المحفوظة جيدًا، وتوسَع أيضًا التنوع المحلي لفن العمارة في عصر النهضة والذي سمي لوبلين عصر النهضة، وجرى الحفاظ عليه في لوبلين مثل مدينة لوبلين القديمة ومدينة زاموشتش القديمة في زاموشتش. تعد كراكوف، عاصمة بولندا القديمة، من بين أفضل المجمعات الحضرية القوطية وعصر النهضة المحفوظة في أوروبا. في هذه الأثناء، لعب إرث كريسي للمناطق الشرقية لبولندا مع فينلو ولفوف (الآن فيلنيوس ولفيف) باعتبارهما مركزين رئيسيين للفنون دورًا خاصًا في هذه التطورات مع هندسة الكنيسة الرومانية الكاثوليكية التي استحقت اهتمامًا خاصًا. يوجد في فيلنيوس (ليتوانيا) نحو 40 كنيسة من عصري الباروكية والنهضة. في لفيف (أوكرانيا) توجد كنائس حضرية على الطراز القوطي، وعصر النهضة، وباروك مع تأثيرات الكنيسة الأرثوذكسية والأرمنية.
يقع أحد أفضل الأمثلة المحفوظة لعمارة الحداثة في أوروبا في كاتوفيتسه، سيليزيا العليا، والذي جرى تصميمه وبنائه في ثلاثينيات القرن العشرين. شيدت أيضًا مبانٍ مثيرة للاهتمام خلال الحقبة الشيوعية بأسلوب الواقعية الاشتراكية، ومؤخرًا أقيمت بعض الأمثلة الرائعة على الهندسة المعمارية الحديثة.

## الفن
يعكس الفن البولندي دائمًا الاتجاهات الأوروبية مع الحفاظ على طابعه الفريد. أنتجت مدرسة كراكوف للرسم التاريخي التي طورها يان ماتيكو صورًا ضخمة للعادات والأحداث المهمة في التاريخ البولندي. كان ستانيسواف فيتكيفيش من المؤيدين المتحمسين للواقعية في الفن البولندي، وكان ممثلها الرئيسي يوزف خيلمونسكي.
شهدت حركة الشباب البولندي ولادة الفن البولندي الحديث وشاركت في قدر كبير من التجارب الرسمية بقيادة ياسيك مالتكسي (الرمزية)، وستانيسلاف فيسبيانسكي، ويوزيف مهوفر، ومجموعة من الانطباعيين البولنديين. مثّل فنانون من القرن العشرين مدارس واتجاهات مختلفة. تأثر فن تاديوش ماكوفسكي بالتكعيبية، بينما عمل واديسواف ستشمينسكي، وهنريك ستاجفسكي ضمن المصطلح البنائي. ومن بين الفنانين المعاصرين المتميزين: مونيكا سوسنوسكا، ورومان أوباكا، وليون تاراسيفيتش، ويزري نوفوشيلسكي، وميروسواف باوكا، وكاتارزينا كوزيرا، وزبيغنيو فوشل في جيل الشباب. ومن أشهر النحاتين البولنديين: سافري دونيكوسكي، وكترزنا كوبرو، وألينا سابوكسنيكوف، وماغدالينا أباكانوفيتش. منذ سنوات ما بين الحرب، حظيت الفنون البولندية والتصوير الوثائقي بالتقدير العالمي. في الستينيات من القرن العشرين، أسِست مدرسة الملصقات البولندية، وكان على رأسها هنريك توماشوسكي، ووالديمار شويرزي.

## المطبخ
تشمل الأطعمة البولندية كلًا من كيواباسا وبياروجي (محشية باللحم، أو البطاطا، أو الكرنب، أو الجبن أو ثمار العيد)، وبيزي (كرات من العجين محشية باللحم)، وكوبتكا، وجوبكي (ملفوف محشي باللحم والأرز)، وشلدزي (السمك المملح)، وبيغوس، وسكابوي، والأوزبيك وغيرهم الكثير. عادة ما يتم إعداد أطعمة مثل حساء فلاكي، وروسول، وزوبا أوغوركوا، وزوبا غرزيبوا (حساء الفطر)، وزوريك، وبوميدوروا (حساء الطماطم) في أوعية كبيرة مخصصة للمجموعات، مما يتطلب غالبا استخدام أدوات مثل المجداف في تحضيرها. تقليديًا، تُعتبر الضيافة مهمة جدًا.
في العصور الوسطى، ومع نمو حجم المدن البولندية وتطور أسواق الطعام، برز مفهوم تبادل الأفكار المطبخية، وتعرَّف الناس على أطباق ووصفات جديدة. أصبحت بعض المناطق معروفة بنوع النقانق الذي صنعته، وكثيرٌ من أصناف النقانق تلك لا تزال تحمل أسماءها الأصيلة حتى اليوم. يُسلّم الفلاحون بصحة حُكمهم المشرّف، الأمر الذي سمح لهم بالازدهار لفترات أطول من الوقت.